# Bécassotte à la mer
Pour plus de détails, voir Fiche technique et Distribution.
Bécassotte à la mer est un  court métrage d'animation français réalisé par Marius O'Galop, et sorti en 1920,,.

## Synopsis
Bécassotte se rend à la plage. Lors de sa baignade, Bécassotte est entraînée au large par un nageur facétieux puis par différents poissons avant d'être sauvée par un marin.

## Fiche technique
- Réalisation : Marius O'Galop
- Société de production : Pathé cinéma no 8548 du catalogue Pathé
- Pays de production :  France
- Autre titre : Bécassotte aux bains de mer, no 678 du catalogue Pathé-Baby